# رحلة إلى فلسطين
رحلة إلى فلسطين هو كتاب للكاتب اليوناني نيكوس كازانتزاكيس نُشر عام 2010 ويقع في 76 صفحة. يصنف الكتاب ضمن أدب الرحلات حيث يروي فيه كازانتزاكيس تفاصيل رحلته إلى الأراضي الفلسطينية في الفترة بين عامي 1926 و1927، عندما أوفدته صحيفة اليغيثروس لوغوس اليونانية لتغطية احتفالات عيد الفصح وأعياد الميلاد في مدينة القدس، ويتناول رأي كازانتزاكيس حول احتلال إسرائيل للأراضي الفلسطينية.

## ملخص الكتاب
يوثق الكتاب رحلة نيكوس إلى فلسطين وتفاصيل زيارته للأراضي المقدسة، ونقل انطباعه عن المدن الفلسطينية ومنهم القدس وبيت لحم ويافا، كان يتأمل التاريخ والثقافة والدين والسياسة التي تميز تلك المناطق. ويتطرق إلى الأوضاع السياسية والاجتماعية في ظل الإحتلال البريطاني. اعتبره بعض النقّاد أخطر وثيقة ضد الصهيونية يكتبها روائي ومفكّر عالمي في أوائل القرن العشرين. كما يكشف الكتاب الحسّ النبوئي في نظرة كازانتزاكيس لهذه البلاد، وهو يقول عن الروح اليهودية "إنها تنوي قهر الأرض وجعل كل الشعوب تابعة لإيقاعها".
يقول عن رحلته إلى فلسطين:"عندما وصلت إلى المزرعة العربية، استقبلني الفلاحون بكرمهم المعتاد. كانت الأرض تمتد أمامنا، مزروعة بالقمح والشعير، وتحيط بها أشجار الزيتون والتين. رأيتُ في أعينهم حباً عميقاً لهذه الأرض التي ورثوها عن آبائهم وأجدادهم، وارتباطاً روحياً يتجاوز مجرد العمل اليومي. لكني شعرت أيضاً بثقل الزمن والتحديات التي يواجهونها في سبيل الحفاظ على تراثهم وثقافتهم.